# Грег Остин
Грегори Пол Остин (енгл. Gregory Paul Austin; Борнмут, 2. август 1992) британски је глумац. Остин је најпознатији по улози Чарлија Смита у научно-фантастичној серији Разред.